# Tachina praeceps
Tachina praeceps là một loài ruồi trong chi Tachina thuộc họ Tachinidae được tìm thấy ở các nước châu Âu như Áo, Bulgaria, Crete, Cộng hòa Séc, Pháp, Đức, Hy Lạp, Hungary, Italia, Malta, Moldova, Ba Lan, România, Nga, Slovakia, Tây Ban Nha, Thụy Sĩ, Ukraina, và các nước thuộc Nam Tư (ngoại trừ Bosnia và Herzegovina).

## Hình ảnh

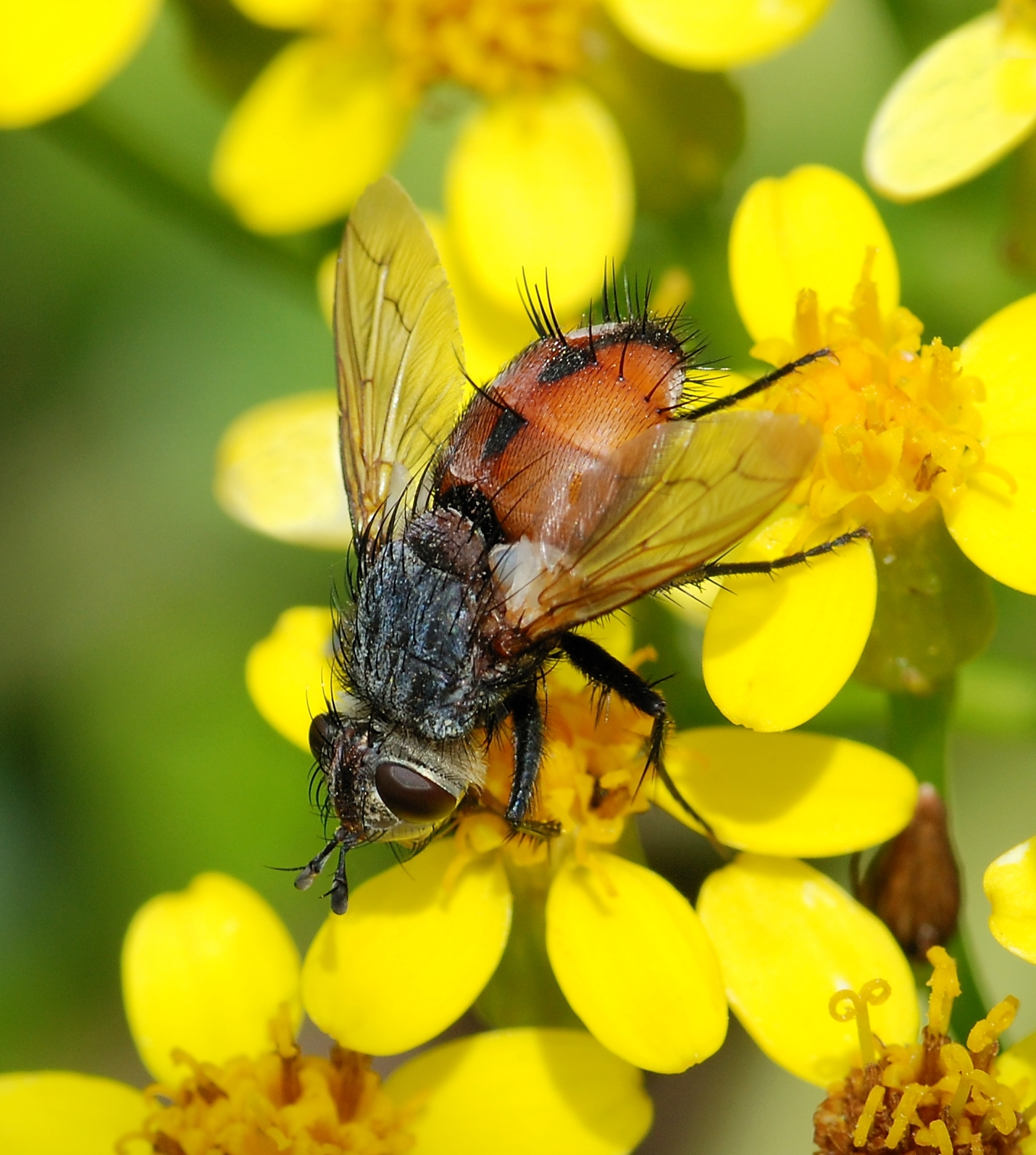
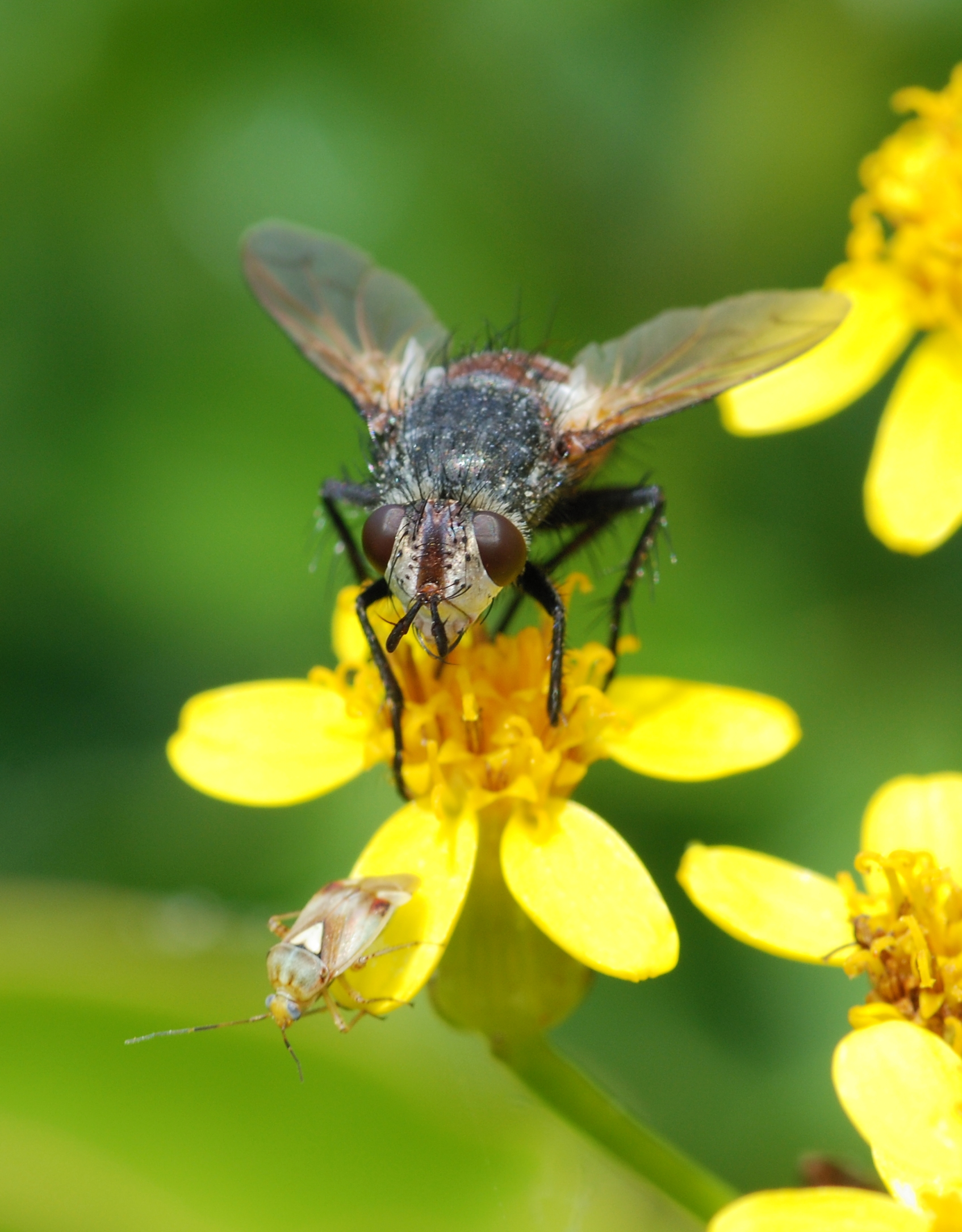